# Albert von Blumenthal
Pour les articles homonymes, voir Blumenthal.
Karl Albert comte von Blumenthal (né le 13 avril 1797 à Neudeck (de) et mort le 30 août 1860 à Potsdam) est un lieutenant général prussien, chanoine d'Halberstadt et chevalier d'honneur de l'ordre de Saint-Jean .

## Biographie

### Origine
Albert est le fils d'Heinrich von Blumenthal (1765-1830) et de son épouse Friederike, née von Plessen (1769-1848) de la branche de Klein Leuten. Son père est seigneur de Neudeck, Adamsdorf et Liepen ainsi que chambellan prussien et chapitre de la cathédrale de Magdebourg.

### Carrière militaire
Blumenthal rejoint lors des guerres de libération le 4 mai 1814 le 1er régiment à pied de la Garde de l'armée prussienne et est promu capitaine et commandant de compagnie à la fin du mois de septembre 1834. Le 18 avril 1840, il reçoit le commandement de la compagnie du corps. Il est promu major le 22 mars 1843, affecté au régiment et commandant du bataillon de réserve de la garde combinée le 1er juin 1843. Le 22 mars 1845, Blumenthal est envoyé dans la 1er régiment de la Garde et nommé commandant du 1er bataillon le 2 avril 1846. Il travaille au même titre dans le bataillon de fusiliers à partir du 2 janvier 1849, avant de recevoir l'ordre de servir le roi Frédéric-Guillaume IV le 22 juin 1850. À ce poste, il est promu lieutenant-colonel fin septembre 1850 et nommé adjudant d'escadre du roi le 7 février 1851. Blumenthal reçoit l'ordre de la Couronne de fer de 2e classe le 6 mars 1851 et le 19 avril 1851 la croix de commandeur de 2e classe de l'ordre de la Maison ducale Saxe-Ernestine. Le 4 novembre 1851, il retourne en tant que commandant au 1er régiment à pied de la Garde, où il est promu colonel le 2 décembre 1851. Le 1er janvier 1853, il reçoit la croix de commandeur de l'ordre de Léopold.
Le 5 août 1856, Blumenthal devient commandant de la 31e brigade d'infanterie et chef de la garnison des forteresses fédérales. À la mi-octobre 1856, il est promu major général et le 1er janvier 1858, il reçoit l'ordre de l'Aigle rouge de 2e classe avec feuilles de chêne. Le 20 mars 1859, Blumenthal reçoit le grade de lieutenant général et une pension. Il décède le 30 août 1860 à Potsdam.

### Famille
Blumenthal se marie avec Mathilde von Schlegel, fille du colonel von Schlegel, le 14 novembre 1825. Le mariage donne naissance à leur fille Mathilde (1837-1891), qui épouse Ludwig von Wartensleben (de) (1831-1926) à Karow (de) en 1856.